# Piotr Raftopuło
Piotr Iwanowicz Raftopuło (ros. Рафтопуло Пётр Иванович; ur. 20 września?/2 października 1837, zm. w 1915 w Warszawie) – generał armii Imperium Rosyjskiego, dowódca 3. Batalionu Wołyńskiego Pułku Lejbgwardii w latach 1886–1890 i 54. Mińskiego Pułku Piechoty w latach 1890–1899, szlachcic rosyjski.

## Życiorys

### Pochodzenie społeczne
Raftopułowie byli rodem szlacheckim w guberni chersońskiej Imperium Rosyjskiego. Wywodzili się z Greków (Raftopulos), sprowadzonych do tej guberni w czasie rządów carycy Katarzyny II Wielkiej. Do połowy XIX w. było wśród nich wielu marynarzy. Piotr Raftopuło urodził się 20 września?/2 października 1837. Jego ojcem był Iwan Raftopuło. Byli oni wyznawcami prawosławia.

### Kariera wojskowa
Piotr Raftopuło rozpoczął karierę wojskową 16 lutego?/28 lutego 1856. Został praporszczykiem, czyli chorążym. 11 maja?/23 maja 1861 został podporucznikiem, a 27 maja?/8 czerwca 1862 – porucznikiem w 103. Pietrozawodskim Pułku Piechoty. W latach 1863–1864 brał udział w tzw. Kampanii Polskiej, czyli stłumieniu powstania styczniowego. Musiał być zdolnym i wyróżniającym się oficerem, gdyż 27 maja?/8 czerwca 1864 przyjęty został do Gwardii Imperium Rosyjskiego – formacji reprezentacyjnej i osobistej straży cesarza Rosji, otrzymując stopień podporucznika gwardii, który był równy porucznikowi w pospolitym wojsku rosyjskim. Trafił do Wołyńskiego Pułku Lejbgwardii, który od 1862 stacjonował w Warszawie. Przydzielony został do tego pułku na rozkaz dowódcy 2. batalionu. Kolejnym awansem wojskowym była nominacja na porucznika gwardii 30 sierpnia?/11 września 1867. Dwa lata później odznaczony został Cesarskim i Królewskim Orderem Świętego Stanisława III klasy. Sztabskapitanem gwardii został 30 sierpnia?/11 września 1872.
W sierpniu 1877 Wołyński Pułk Lejbgwardii wyruszył z Warszawy na wojnę z Turcją. Dowódcą pułku był wtedy generał major Michaił Mirkowicz (1836–1891). Po kilku dniach walk z Turkami, 30 sierpnia?/11 września 1877, Piotr Raftopuło awansowany został do rangi kapitana gwardii i jednocześnie został dowódcą 5. roty (kompanii) 2. batalionu. Dodatkowymi nagrodami za udział w wojnie z Turcją były przyznane w 1878 dwa odznaczenia: Order Świętej Anny III klasy z mieczami i wstęgą za pochód przez Bałkany (konkretnie przez masyw górski, który dziś jest znany jako Stara Płanina) i udział w bitwie pod Taszkentem 19 grudnia?/31 grudnia 1877 oraz Order Świętego Włodzimierza IV klasy z mieczami i wstęgą za „walkę z Turkami i trudy poniesione w armii”. W 1883 otrzymał Cesarski i Królewski Order Świętego Stanisława II klasy. 30 sierpnia?/11 września 1884 Piotr Raftopuło otrzymał najwyższy stopień wojskowy w Gwardii Imperium Rosyjskiego – stopień pułkownika gwardii. W 1886 odznaczony został Orderem Świętej Anny II klasy (bez mieczy), a w drugiej połowie roku został dowódcą 3. Batalionu Wołyńskiego Pułku Lejbgwardii, stacjonującego w dalszym ciągu, po wojnie z Turcją, w Warszawie. 5 listopada?/17 listopada 1890 płk gwardii Piotr Raftopuło został dowódcą 54. Mińskiego Pułku Piechoty. W 1894 wyróżniony Orderem Świętego Włodzimierza III klasy, a w 1899 – II klasy. 14 października?/26 października 1899 otrzymał stopień generała majora i przekazał dowództwo nad 54. Mińskim Pułkiem Piechoty pułkownikowi Władimirowi Aleksandrowiczowi Archipowowi. 31 października?/12 listopada 1899 generał major Raftopuło przeszedł w stan spoczynku.

### Życie prywatne

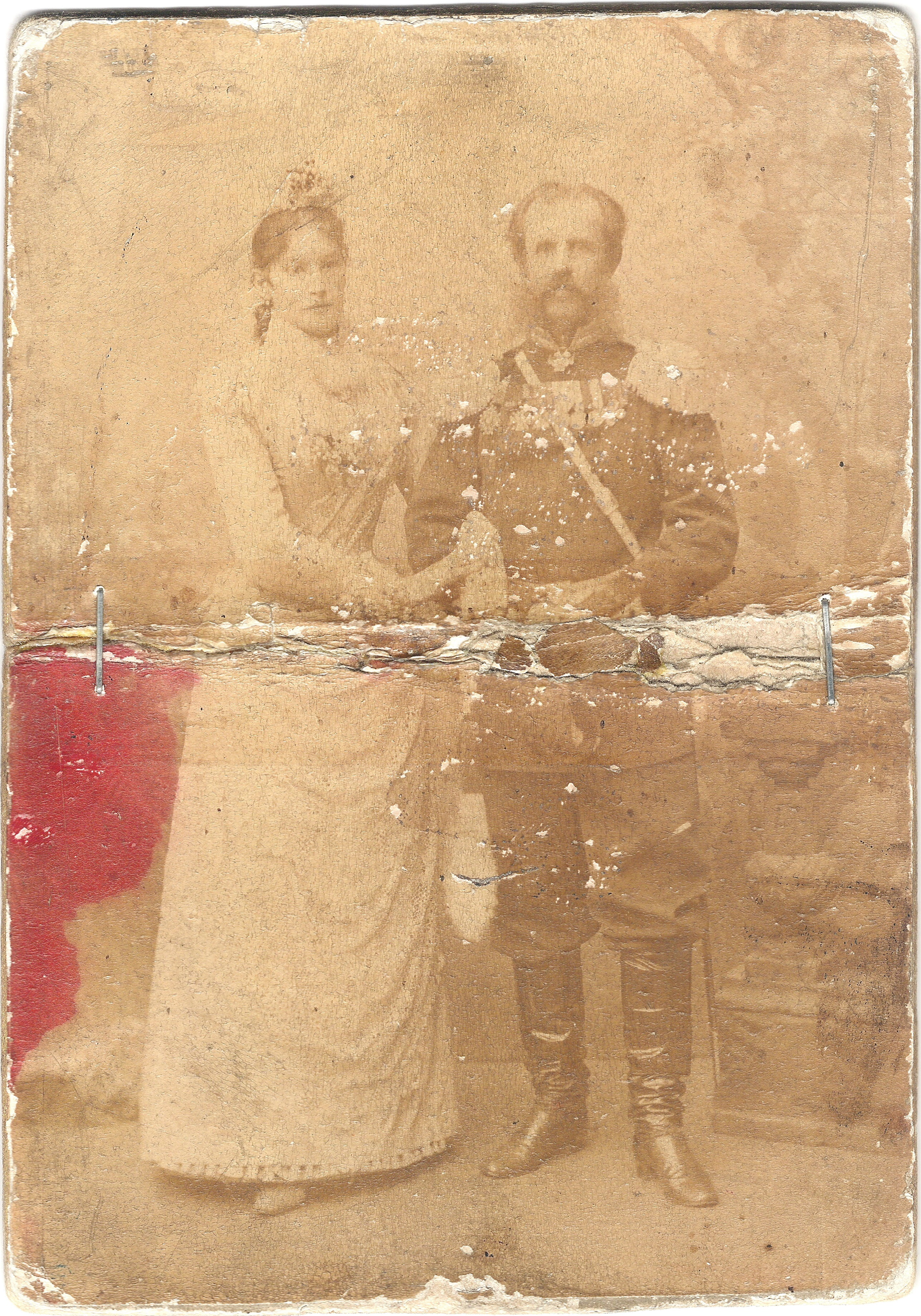
Generał major Piotr Raftopuło z żoną – Ludwiką z Witkowskich w Warszawie w 1889

W drugiej połowie 1889 ożenił się polską szlachcianką, Ludwiką Witkowską z Rypina. Ich związek małżeński zawarty został w Cerkwi prawosławnej, prawdopodobnie w Warszawie (Ludwika musiała przejść na wyznanie prawosławne). Wkrótce urodziły się im bliźnięta – Borys i Elżbieta, a następnie Piotr (junior) oraz Maria. Wszystkie dzieci Piotra i Ludwiki Raftopułów ochrzczone zostały w obrządku prawosławnym. Rodzina osiedliła się w Choszczówce pod Warszawą, przy ul. Wilczej 4, gdzie generał wybudował willę, która nazywana była „Piotrówką” (od jego imienia). Dzieci Raftopułów otrzymały staranne wykształcenie. Borys, tak jak jego ojciec, wybrał karierę wojskową, którą rozpoczął w randze podporucznika w 179. Ust-Dwińskim Pułku Piechoty w Poniewieżu. W latach 1914–1915 (na początku I wojny światowej) był oficerem w 175. Baturińskim Pułku Piechoty. Elżbieta ukończyła prestiżowe Konserwatorium Petersburskie, Piotr zaś ukończył politechnikę. W grudniu 1906 generał major Piotr Raftopuło wziął udział w obchodach 100-lecia Wołyńskiego Pułku Lejbgwardii, które odbyły się w Warszawie, m.in. w Pałacu Saskim. Po I wojnie światowej Ludwika, Elżbieta i Maria powróciły do Warszawy, a porewolucyjny los Borysa jest nieznany. Ludwika umarła w 1939.

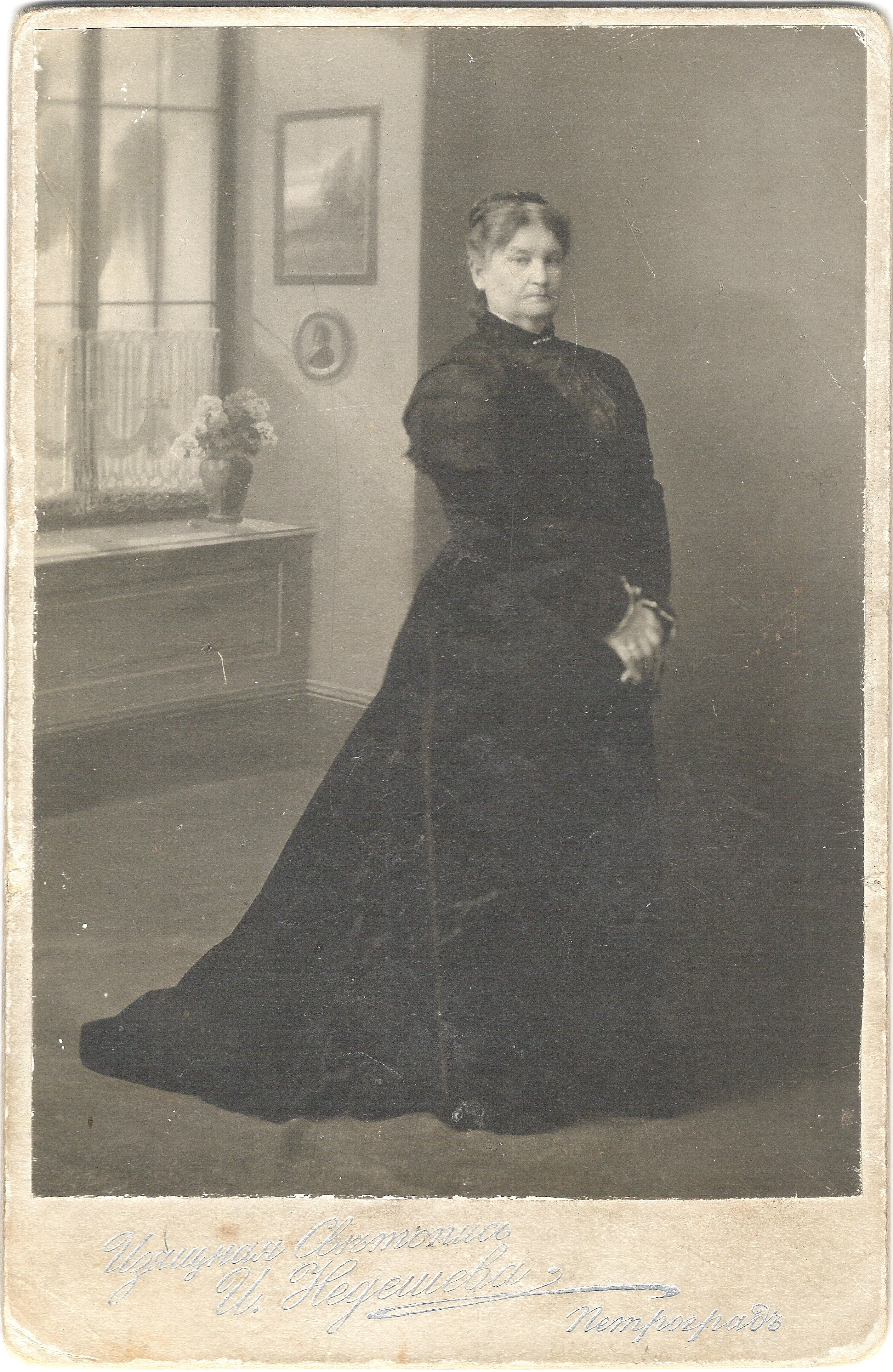
Ludwika Raftopuło z domu Witkowska – żona generała-majora Piotra Raftopuło w Piotrogrodzie w 1915, po audiencji u Ich Cesarskich Wysokości Mikołaja II i Aleksandry Romanowy